# Давати
Давати (груз. დავათი) — село в Грузии. Находится в Душетском муниципалитете края Мцхета-Мтианети. Высота над уровнем моря составляет 1120 метров. От города Душети располагается в 24 километрах. Население — 157 человек (2014).
В 1985 году на территории церкви Успенской Богородицы при археологических раскопках (Рамишвили, Рамин Максимович) выявлено несколько стел, на одной из них были изображены ранние образцы Грузинского алфавита.